# Arizona (Honduras)
Arizona – gmina (municipio) w północnym Hondurasie, w departamencie Atlántida. Według danych szacunkowych, w 2015 zamieszkana była przez ok. 24,1 tys. mieszkańców. Siedzibą administracyjną jest miasteczko Arizona.

## Położenie
Gmina położona jest w środkowej części departamentu. Graniczy z 3 gminami:
- Tela od zachodu,
- Yoro od południa,
- Esparta od wschodu.

Od północy obszar ogranicza Morze Karaibskie.

## Miejscowości

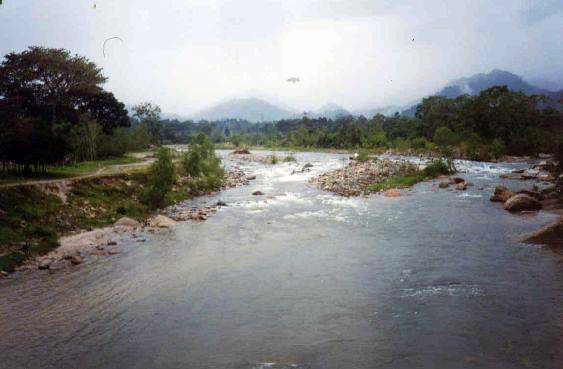
Rzeka San Juan przepływająca obok miasteczka Arizona

Według Narodowego Instytutu Statystycznego Hondurasu w 2001 na terenie gminy położonych było 27 aldeas, w tym jeden ośrodek miejski – Arizona:

- Arizona
- Agua Caliente
- Atenas de San Cristóbal o Km.17
- Barranquilla Sur
- Colonia Río Plátano
- Coloradito
- El Coco
- El Empalme
- El Retiro
- Hicaque
- Hisopo
- Jilamito Nuevo
- Jilamito Viejo
- Jilamo Nuevo
- Jilamo Viejo
- La Leona o Km. Doce
- Las Lomas
- Mezapa
- Mezapita
- Planes de Hicaque
- Río Chiquito Sur
- San Francisco de Saco
- San José de Texiguat
- San José de Tiburón
- Santa María
- Sisama
- Suyapa de Lean o Mataras

## Demografia
Według danych honduraskiego Narodowego Instytutu Statystycznego na rok 2010 struktura wiekowa i płciowa ludności w gminie przedstawiała się następująco:
| Wiek      | 0–3   | 4–6   | 7–12  | 13–17 | 18–24 | 25–64 | 65+   | razem  |
| Arizona   | 2 282 | 1 799 | 3 524 | 2 652 | 2 698 | 7 407 | 1 013 | 21 376 |
| Mężczyźni | 1 142 | 879   | 1 765 | 1 337 | 1 342 | 3 514 | 492   | 10 472 |
| Kobiety   | 1 140 | 920   | 1 759 | 1 315 | 1 356 | 3 893 | 521   | 10 904 |